# Zentralgefängnis Ankara
Das Zentralgefängnis Ankara, kurz auch Ulucanlar Cezaevi (türk.: Ankara Merkez Kapalı Ceza ve Tutukevi, deutsch: „Geschlossene Straf- und Haftanstalt Ankara Zentrum“) wurde in einem 1921 im heutigen Stadtteil Altındağ in Ankara eingerichteten Militärdepot gebaut.

## Geschichte
Ab 1925 entstand der Baukomplex nach Plänen des deutschen Architekten Carl Christoph Lörcher. Die Anlage gleicht einer kleinen Stadt, die allerdings von hohen Bruchsteinmauern umgeben ist. Der Baustil einzelner Gebäude ist eine Mischung aus reduziertem europäischem Klassizismus mit osmanischen Stilelementen.
Das Zentralgefängnis wurde zum 1. Juli 2006 geschlossen und dient seither der Bevölkerung als Museum und Kultur- und Kunstzentrum. Die Renovierungsarbeiten brachten es mit sich, dass eine Vielzahl der alten Nutzungsspuren übertüncht wurde. Der Eindruck von nachgebauten, von Wachsfiguren (und Wachsmäusen) belebten Gefängnisräumen, die für 70 Gefangene konzipiert waren, gibt einen Eindruck von den Verhältnissen im Gefängnis. Der Bau für die prominenten Häftlinge, das sogenannte Hilton, ist ebenfalls erhalten. Dort teilten sich drei oder vier Häftlinge einen kleinen Wohnbereich. 2011 wurde das Museum Ulucanlar Cezaevi Müzesi eröffnet.
Im Hof steht nahe dem Eingang zur Anlage ein Galgen. Er erinnert unter anderem an Deniz Gezmiş, den Mitbegründer der Volksbefreiungsarmee der Türkei (THKO), eines Ablegers der 68er-Bewegung in der Türkei. Hier wurde Gezmiş am 6. Mai 1972 nach einem Militärgerichtsprozess zusammen mit Yusuf Aslan und Hüseyin İnan gehängt. Eine Gedenktafel erinnert an insgesamt 18 Erhängte. 1980 wurden am selben Platze weitere Oppositionelle hingerichtet: Necdet Adalı, Mustafa Pehlivanoğlu und Erdal Eren.

## Prominente Gefangene
- Necip Fazıl Kısakürek (1905–1983), Poet, Autor, Dramatiker, Philosoph und Aktivist
- Nazım Hikmet Ran (1902–1963), Autor, Dramatiker und Memoirenschreiber
- Muhsin Yazıcıoğlu (1954–2009), rechtsorientierter nationalistisch-islamischer Politiker
- Osman Bölükbaşı (1913–2002), Politiker, Vorsitzender der Partei der Nationalistischen Bewegung
- Osman Yüksel Serdengeçti (1917–1983), Journalist und Politiker
- Bülent Ecevit (1925–2006), sozialdemokratischer Politiker und viermaliger Premierminister
- Fakir Baykurt (1929–1999), Erzieher, Schriftsteller und Gewerkschaftsvorsitzender
- Hüseyin Cahit Yalçın (1875–1957), Journalist, Schriftsteller und Politiker
- Cevat Şakir Kabaağaçlı (1886–1973), Autor, Kurzgeschichten-Autor, Essayist, Ethnograph und Reiseschriftsteller
- Yılmaz Güney (1937–1984), Filmregisseur, Drehbuchautor, Autor und Schauspieler
- Sırrı Süreyya Önder (1962–2025), Filmregisseur, Schauspieler, Drehbuchautor, Kolumnist und Politiker
- Leyla Zana
- Hatip Dicle
- Orhan Doğan
- Sırrı Sakık

### Hinrichtungen
Insgesamt fanden 19 Hinrichtungen per Hängen statt
- Levon Ekmekdschian (1958–1983), Mitglied der armenischen Asala
- Deniz Gezmiş (1947–1972), Marxist-Leninist, Revolutionär und politischer Aktivist
- Yusuf Aslan (1947–1972), Marxist-Leninist, Revolutionär und politischer Aktivist
- Hüseyin İnan (1949–1972), marxistisch-leninistischer Revolutionär und bewaffneter politischer Aktivist
- Necdet Adalı (1958–1980), Marxist-Leninist Revolutionär und politischer Aktivist
- Erdal Eren (1964–1980), Schüler und politischer Aktivist
- Ali Bülent Orkan (1957–1982), rechtsorientierter nationalistisch-islamischer Aktivist

## Filme
- Yılmaz Güneys Film Duvar von 1983 wurde vom Zentralgefängnis inspiriert
- Der Film Laßt den Drachen fliegen aus dem Jahre 1989 mit Nur Sürer als politische Gefangene, die im Gefängnis erschossen wird

Koordinaten: 39° 56′ 18″ N, 32° 52′ 23″ O